# Cumhall
Nella mitologia irlandese  Cumhall (anticamente Cumall , pronunciato "Coo-Al" o "Cool") figlio di Trénmór ("forte-grande") era un capo dei fianna e padre di Fionn  mac Cumhaill. 
Era un pretendente della mano di  Muirne, figlia del druido Tadg  mac Nuadat, futura madre di Fionn mac Cumhaill, ma Tadg lo rifiutò, ed in tal modo lui e Muirne fuggirono. Tadg fece appello all'Alto re, Conn delle Cento Battaglie, che dichiarò guerra a Cumhall. Cumhall venne ucciso nella battaglia di Cnucha da Goll  mac Morna, che aveva assunto la leadership dei Fianna, ma Muirne era già incinta di suo figlio, Fionn. 
In antico irlandese cumal significa "femmina-schiavo" ed è possibile che un padre nobile sia stato inventato per Fionn. Alternativamente, alcuni antichi testi chiamano l'eroe "il mac Umaill di Fionn", che può indicare che il nome di suo padre era originalmente Umall. 
Tentativi di collegare Cumhall con Camulo, il dio celtico della guerra, sono oggi in gran parte rifiutati.